# Hoy Sound High Lighthouse
Das Hoy Sound High Lighthouse, deutsch: Hoy-Sound-High-Leuchtturm, ist ein Leuchtturm auf der schottischen Orkneyinsel Graemsay. Der Leuchtturm wird seit 1851 betrieben und ist seit 1978 automatisiert. Als Ingenieur war Alan Stevenson für die Planung verantwortlich. 1977 wurde der Leuchtturm in die schottischen Denkmallisten in der höchsten Kategorie A aufgenommen. Mit dem Hoy Sound Low Lighthouse existiert noch ein zweiter Leuchtturm auf Graemsay.

## Beschreibung
Der Leuchtturm befindet sich an der nordöstlich Landspitze der kleinen Insel. Er ragt mit einer Höhe von 34 m aus der flachen Landschaft heraus und stellt deshalb eine weithin sichtbare Landmarke dar. Für den Bau des sechsstöckigen Turmes wurden zunächst Material aus einem Steinbruch auf Hoy verwendet, welches sich jedoch als zu weich erwies, sodass Steine von anderen Inseln importiert werden mussten.
Diese wurden in Stromness behauen und dann nach Graemsay transportiert. Das Mauerwerk besteht aus Sandstein. Auf dem sechsten Stockwerk sitzt eine kuppelförmige Laterne auf. Um die auskragende Plattform läuft ein gusseisernes Geländer um. Die zugehörigen einstöckigen Wohngebäude weisen ägyptische Details auf. Eine Bruchsteinmauer umfriedet das Gelände. Die Mauer war ursprünglich höher, musste jedoch teilweise abgetragen werden, da sie den starken Winden auf Graemsay nicht dauerhaft standhalten konnte.